# Phradis morionellus
Phradis morionellus là một loài tò vò trong họ Ichneumonidae.